# Júhei Tokunaga
Júhei Tokunaga (* 25. září 1983) je japonský fotbalista.

## Reprezentace
Júhei Tokunaga odehrál 9 reprezentačních utkání. S japonskou reprezentací se zúčastnil letních olympijských her 2004, 2012.

## Statistiky
| Japonsko | Japonsko | Japonsko |
| Roky     | Záp.     | Góly     |
| -------- | -------- | -------- |
| 2009     | 5        | 0        |
| 2010     | 2        | 0        |
| 2011     | 0        | 0        |
| 2012     | 0        | 0        |
| 2013     | 2        | 0        |
| Celkem   | 9        | 0        |